# St-Martin (Le Breuil)

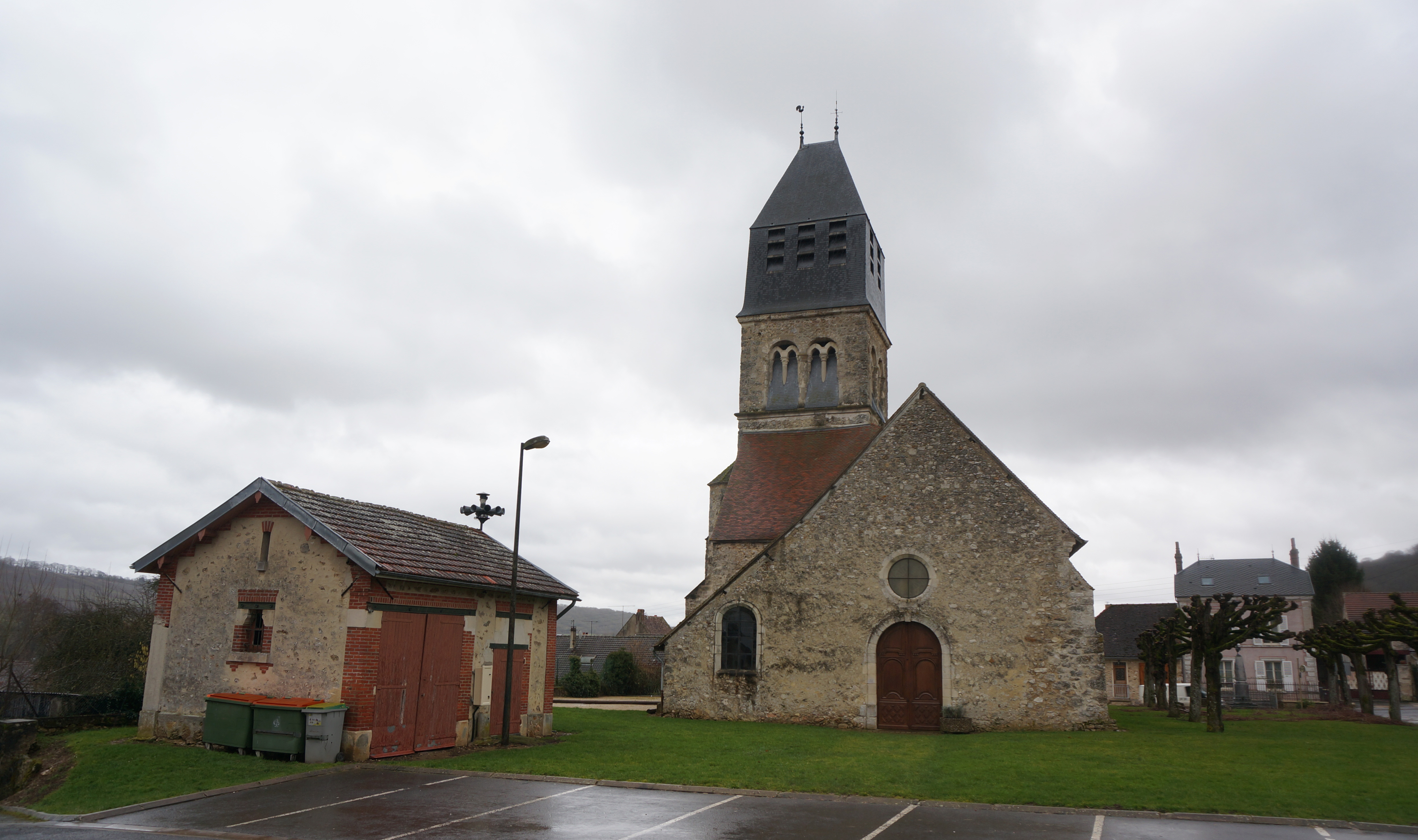
Kirche St-Martin in Le Breuil

Die katholische Kirche St-Martin in Le Breuil, einer französischen Gemeinde im Département Marne der Region Grand Est, wurde im 12./13. Jahrhundert errichtet und im 16. Jahrhundert verändert. Die dem heiligen Martin geweihte Kirche ist seit 1986 als Monument historique klassifiziert.
Aus der Zeit der Romanik ist nur noch das Kirchenschiff vorhanden. Vom Umbau im 16. Jahrhundert sind Renaissance-Bleiglasfenstern erhalten.
Von der Kirchenausstattung ist die hölzerne Kanzel aus dem 17. Jahrhundert und die Liegefigur des Christophe de Gomer aus dem 16. Jahrhundert erwähnenswert.
Siehe auch: Liste der Monuments historiques in Le Breuil (Marne)#Liste der Objekte